# Listrosaure
Els listrosaures (Lystrosaurus) són un gènere extint de teràpsids que visqueren entre el Permià superior i el Triàsic inferior. En el seu punt àlgid, fou un animal tan comú que el 95% dels vertebrats terrestres pertanyien a aquest gènere. Se n'han trobat restes fòssils a l'Àfrica, l'Antàrtida i l'Índia. Se n'han trobat en aquests llocs tan diferents perquè en aquella època aquests continents formaven el supercontinent de Pangea.
Feia entre 80 cm i 2 m, tenia les extremitats curtes i robustes, les anteriors més potents que les posteriors, el que sembla indicar es tractava d'un animal excavador. Al crani hi tenia dos narius situats molt enlaire, gairebé a nivell dels ulls. Dos ullals considerablement grossos li sortien de la mandíbula superior, servint-li tant per a excavar a la recerca d'arrels, perquè era herbívor, com per a la defensa. Si durant força temps el listrosaure fou considerat un animal d'aiguamolls, a la manera dels actuals hipopòtams, avui el criteri ha canviat i se sospita que pogueren viure en zones més àrides.